# Gare de Saint-Martin-de-la-Place
Pour les articles homonymes, voir Gare de Saint-Martin.
La gare de Saint-Martin-de-la-Place est une gare ferroviaire française fermée de la ligne de Tours à Saint-Nazaire, située sur le territoire de la commune de Saint-Martin-de-la-Place, dans le département de Maine-et-Loire, en région Pays de la Loire.

## Situation ferroviaire

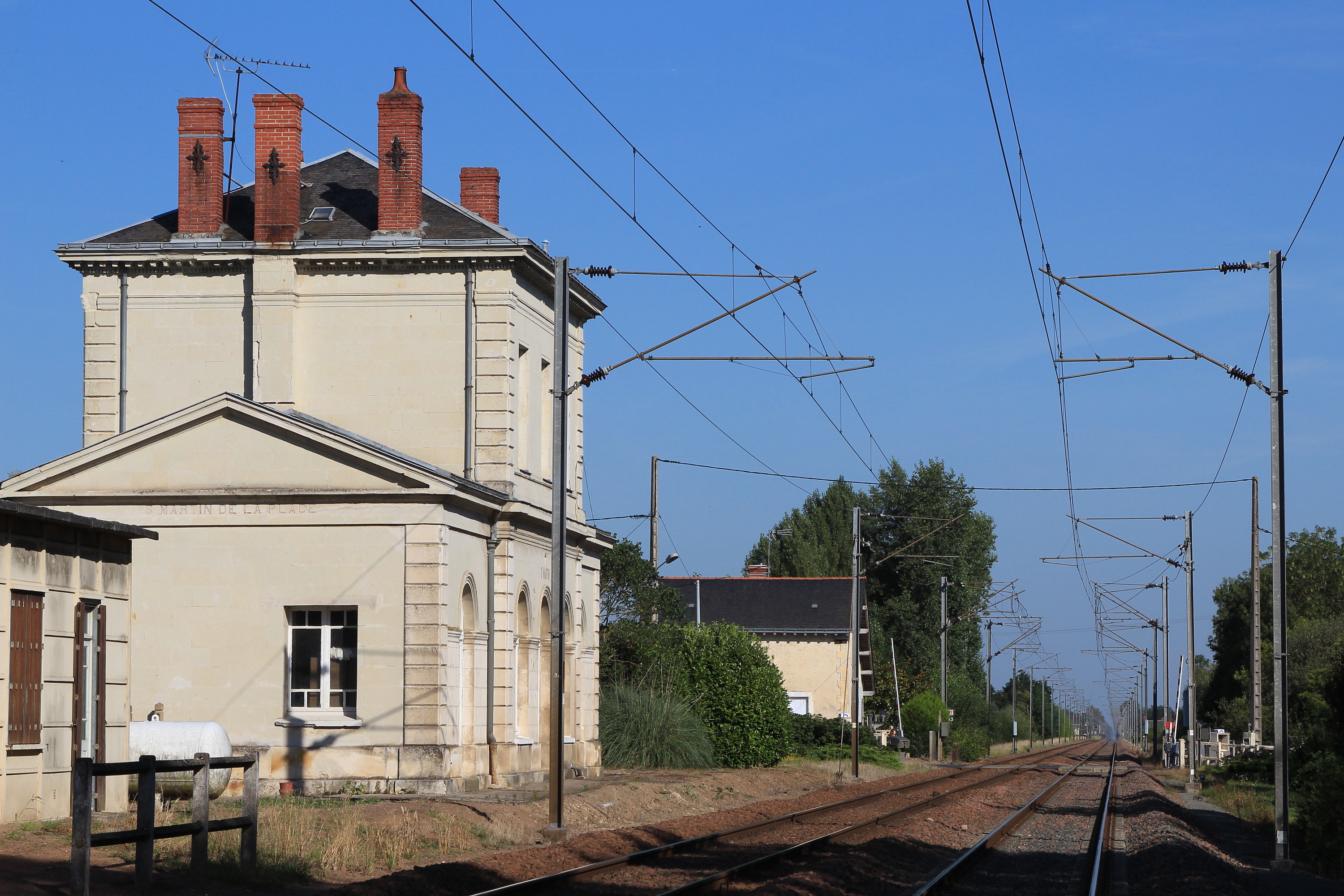
L'ancien bâtiment voyageurs de la gare vu en direction de Saint-Nazaire.

Établie à 27 m d'altitude, la gare de Saint-Martin-de-la-Place est située au point kilométrique (PK) 306,834 de la ligne de Tours à Saint-Nazaire, entre les gares ouvertes de Saumur et des Rosiers-sur-Loire. Elle est séparée de cette dernière par la gare également fermée de Saint-Clément-des-Levées.

## Histoire
Les travaux de construction de la gare commencèrent en 1846. La concurrence de la route provoqua sa fermeture en 1975.
En 2014, l’organisme Réseau ferré de France mit en vente le bâtiment qui fut acheté par la commune ; celle-ci le fit rénover afin d'y déplacer la bibliothèque municipale et le cabinet médical, dont l'ancien emplacement ne répondait plus aux normes d'accessibilité. L'ancienne gare, rénovée, a été ouverte en 2016.

## Service
La gare est fermée à tout trafic depuis 1975.

## Patrimoine ferroviaire
Le bâtiment voyageurs d'origine est identique à celui de la gare de Varennes-sur-Loire. Il date de 1847 et est l’œuvre de l’architecte Charles Joly-Leterme.
Il a été rénové entre 2014 et 2016 afin de servir de cabinet médical et de bibliothèque municipale.